# Жертвеник (съзвездие)
Жертвеник е южно съзвездие, разположено между съзвездията Скорпион и Южен триъгълник. То е едно от най-древните съзвездия и е сред 48-те съзвездия на Птолемей.
Древните елини са считали, че това неголямо южно съзвездие е олтарът, над който олимпийските богове са се клели във вярност. В него няма звезди, по-ярки от 3 величина. Не се вижда от територията на България.

## Ярки звезди
β /бета/Ara – най-ярката звезда в съзвездието Жертвеник. Оранжев гигант, 2.84 зв. величина, отдалечена от нас на 600 светлинни години.

## Двойни звезди
γ /гама/ Ara – главната звезда е син свръхгигант от 3.5 величина. Вторият компонент на двойната система е бяло джудже от 10.5 величина.

## Променливи звезди
R Ara – затъмнително-двойна променлива звезда / от типа на Алгол в съзв. Персей/. Блясъкът ѝ се променя от 6.0 до 7.0 величина на всеки 4.4 денонощия.

## Разсеяни звездни купове
NGC 6193 – разсеян куп от около 30 звезди, различими в бинокъл. Най-ярките от тях са от 6 величина.

## Сферичен звезден куп
NGC 6397 – сравнително плътен звезден куп, яркост от 6 величина, намиращ се на 7-8 хил. св. години от нас. Конкурира се с М4 (звезден куп в съзв. Скорпион) за най-близък до нас сферичен звезден куп. В бинокъл или неголям телескоп изглежда като бледо петно, с диаметър два пъти по-малък от видимия диаметър на пълната Луна.